# Тадич, Элизабет
Элизабет Тадич (англ. Elizabeth Tadich, род. 11 октября 1976, Шеппартон) — австралийская профессиональная велогонщица. Победительница Чемпионата Австралии по шоссейному велоспорту в групповой гонке (1995). Серебряный призёр Чемпионата мира 1997 года в групповой гонке.

## Личная жизнь
Элизабет вышла замуж за Джеймса Тейлора и родила двоих детей в 2007 и 2011 годах.

## Достижения
1995
 Чемпионат Австралии — групповая гонка
Уайт Пейджс Тур
4-й этап Уайт Пейджс Тур
1996
Тур Лимузена
Тур де ла Дром
1-й этап Тур де ла Дром
2-я на Стрит-скиллс Сайкл Классик
1997
 Чемпионат мира — групповая гонка
3-я на Бад Шуссенрид
1998
3-й этап Тура Тюрингии
3-я на Sydney Classic
3-я на Чемпионате Австралии — групповая гонка
Discovery Channel Women`s Cycling Classic
3-я в Генеральной классификации
2-й этап
Тур Канберры
3-я в Генеральной классификации
2-й этап
1999
4-й этап Тура Сноуи
2001
2-я на Чемпионате Австралии — групповая гонка
2002
4-й этап Тура Сноуи

### Статистика выступления наГранд-турах
| Гонка / Год         | 1995 | 1996 | 1997 | 1998 | 1999 | 2000 | 2001 | 2002 |
| ------------------- | ---- | ---- | ---- | ---- | ---- | ---- | ---- | ---- |
| Гранд Букль феминин | 69   | 32   | 37   | DNF  | —    | 62   | —    | —    |
| Тур де л'Од феминин | —    | —    | —    | —    | —    | —    | —    | 33   |
| Джиро Роза          | —    | —    | 34   | 46   | —    | DNF  | —    | —    |